# Dichromopsyche goodi
Dichromopsyche goodi is een vlinder uit de familie zakjesdragers (Psychidae). De wetenschappelijke naam van deze soort is voor het eerst geldig gepubliceerd in 1959 door Clench.